# Tarongina
|  | Aquest article tracta sobre la flor del taronger. Si cerqueu la tarongina (planta lamiàcia medicinal), vegeu «Melissa». |

La tarongina o nafa és la flor del taronger. La tarongina conté hesperidina i és emprada com a condiment. També, per extensió, s'anomena tarongina les flors d'altres cítrics com el llimoner i el poncem. És un ingredient essencial en diverses infusions per les seves propietats sedants. De la flor de cítrics es destil·la també un oli essencial.

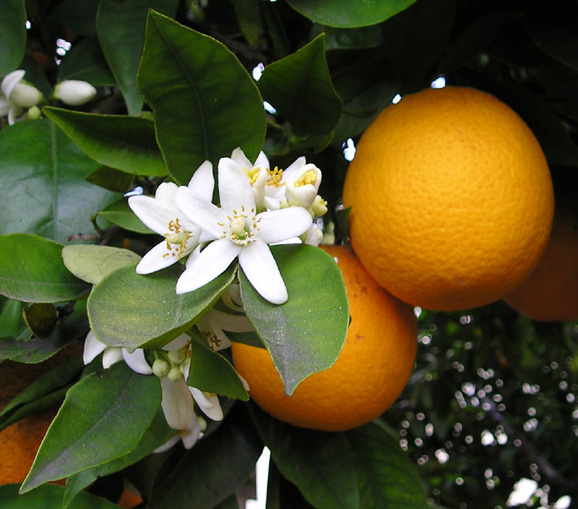
Tarongines en un taronger

Aquesta flor és considerada com la flor nacional del País Valencià.

## Usos medicinals

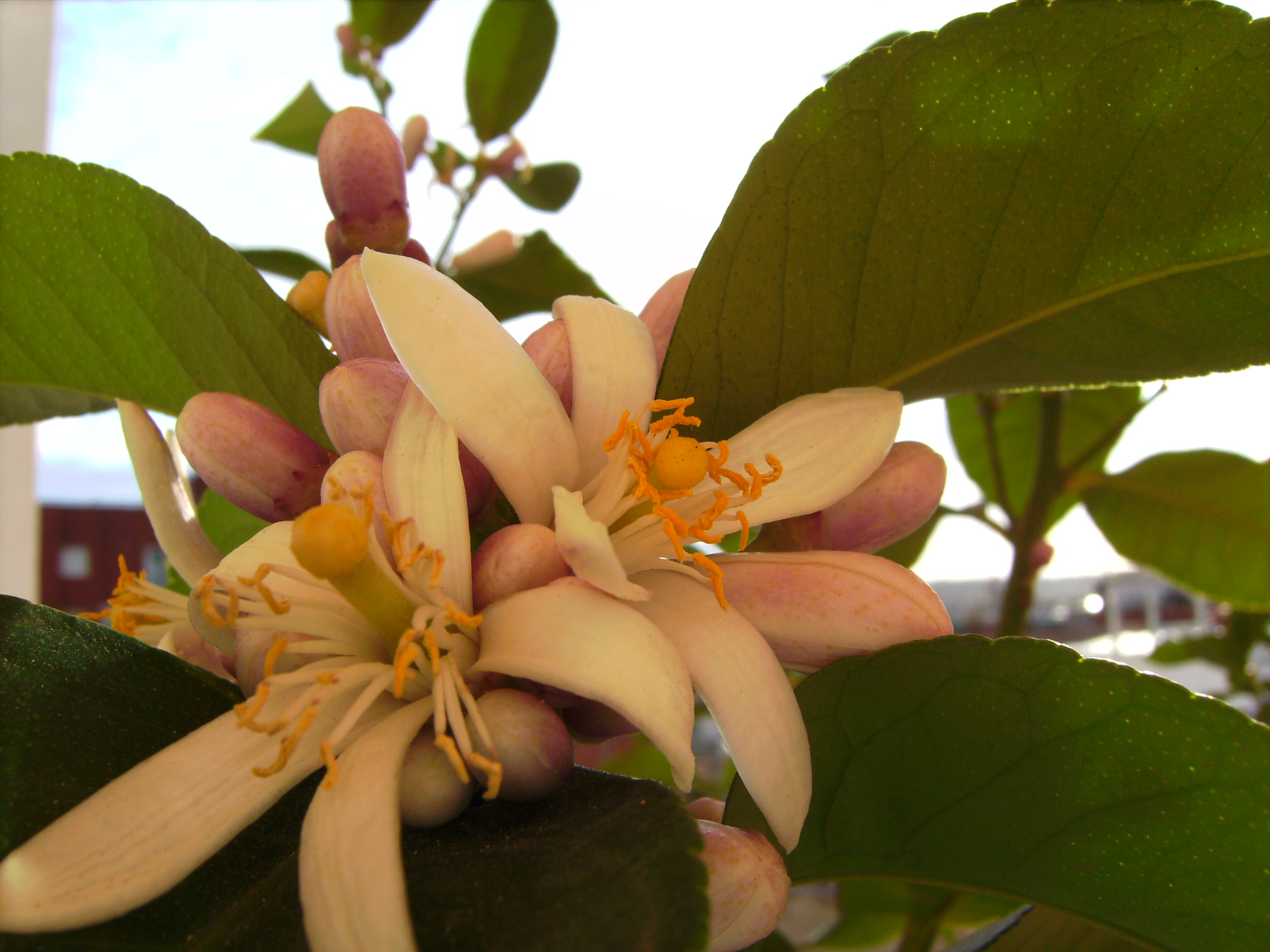
Flors de llimoner a Barcelona

En general, els seus efectes calmants ajuden a eliminar les molèsties d'ansietat nerviosa com ara còlics, mal de cap, desmais i de la menstruació.
L'aigua de tarongina és una infusió de pètals secs de cítrics.
Principis actius: flors: oli essencial de "neroli" (0,15%): limonè, linalol, nerol, antranilat de metil. Fulles: oli essencial de "petit grain" (0,15%), heteròsids flavònics, principi amarg. Polpa: àcids orgànics (cítric, màlic, ascòrbic), sucres. Pericarpi: oli essencial (0,5%), ric en limonè, aldehids; cumarina: auraptè i pectina.

## Altres usos
El perfum de tarongina és, tradicionalment, un perfum casolà que es fa macerant en alcohol els pètals.
També es fa servir en pastisseria i per a fer dolços.